# Котка (бриг)
«Ко́тка» — бриг Балтийского флота Российской империи, первый из двух бригов одноимённого типа. Находился в составе флота с 1794 по 1808 год, во время службы совершал плавания в акватории Балтийского моря в составе эскадр гребного флота и использовался для несения брандвахтенной службы в шхерах на границе со Швецией, а по окончании службы был разобран.

## Описание брига
Парусный бриг с деревянным корпусом, один из двух бригов одноимённого типа, построенных в 1793—1794 годах в Санкт-Петербурге. Длина брига по сведениям из различных источников составляла от 22,86 до 22,9 метра, ширина — 7,9—7,92 метра, а глубина интрюма — 2,75—3 метра. Вооружение судна составляли 8 6-фунтовых пушек.
Своё название получил по названию одного из островов в финляндских шхерах, где состоялось первое Роченсальмское сражение 13 (24) августа 1789 года.

## История службы
Бриг «Котка» был заложен 28 января (8 февраля) 1793 года на степеле Санкт-Петербургского адмиралтейства и после спуска на воду 1 (12) ноября 1794 года, вошел в состав Балтийского флота России.
В течение первых пяти лет службы с 1795 по 1979 год судно ежегодно принимало участие в плаваниях гребной эскадры в шхерах Финского залива. В кампании с 1800 по 1805 год бриг стоял на брандвахте в шхерах у шведской границы.
По окончании службы в 1808 году бриг «Котка» был разобран в Роченсальме. 

## Командиры
Командирами брига «Котка» в составе Российского императорского флота в разное время служили:
1. 1795—1796 — П. С. Салманов;
2. 1797—1799 — А. Т. Подчертков;
3. 1800—1801 — Н. Е. Пестров;
4. 1803 — М. И. Ефимьев;
5. 1804—1805 — С. А. Николаев.

### Комментарии
1. ↑  Второй бриг носил наименование «Куцал-Мулим»[1].
2. ↑  75 футов[2].
3. ↑  25 футов 2 дюйма[2].
4. ↑  11 футов[2].